# Aššur-etil-ilani
Aššur-etil-ilani (Aschschur-etil-ilani, Assur-etil-ilani) folgte seinem Vater Aššur-bāni-apli (biblischer Name Assurbanipal) als König von Assyrien auf den Thron und herrschte vermutlich in den Jahren 631 v. Chr. bis 627 v. Chr. Sein Name bedeutet Aššur ist Herrscher über die Götter. 
Aššur-bāni-apli ist als Vorgänger bis 631 v. Chr. in Nippur belegt. Aššur-etil-ilani folgte spätestens ab 631/630 v. Chr. als neuer König und regierte etwa zeitgleich mit dem babylonischen König Kandalanu, der dort von seinem Vater mit entsprechenden Vollmachten ausgestattet war.
Sein General und späterer Nachfolger Sin-šumu-lišir erhielt von Aššur-etil-ilani Vollmachten, die ihn ermächtigten über Assyrien zu herrschen. In Privaturkunden ist Aššur-etil-ilani bis in sein viertes Regierungsjahr bezeugt. Der spätere babylonische König Nabonid erwähnte ihn als König, der zwischen Aššur-bāni-apli und Nabû-apla-uṣur (biblischer Name Nabopolassar) regierte. In der babylonischen Chronik wird Aššur-etil-ilani nicht als „König von Babylonien“ geführt, sondern erst sein General Sin-šumu-lišir, der nach dem Tod von Kandalanu dort kurzfristig die Herrschaft übernahm.